# Bernard Bertossa
Bernard Bertossa (* 12. September 1942) ist ein Schweizer Jurist und ehemaliger Generalstaatsanwalt des Kantons Genf.

## Leben
Bertossa studierte Rechtswissenschaft an der Universität Genf und war Mitbegründer der Studierendenbewegung Action syndicale universitaire (ASU), die eine Demokratisierung des Studiums anstrebte. Er betätigte sich als Advokat und war ab 1972 Richter erster Instanz in Genf, bis er 1990 als Kandidat der SP vom Volk des Kantons Genf zum Generalstaatsanwalt (procureur général) gewählt wurde. In diesem Amt verschaffte er sich durch seinen Kampf gegen Wirtschaftskriminalität und Korruption internationale Anerkennung; 1996 gehörte er zu den Initiatoren des «Genfer Appells» zur besseren Bekämpfung internationaler Kriminalität. Nach seinem Rücktritt 2002 war Bertossa von April 2004 bis Dezember 2007 Richter am neu geschaffenen Bundesstrafgericht in Bellinzona.
1995 erhielt er die Ehrendoktorwürde der Universität Genf, 2006 die der Universität Basel.

## Schriften (Auswahl)
- mit Louis Gaillard, Jaques Guyet, André Diego Schmidt: Commentaire de la loi de procédure civile genevoise du 10 avril 1987. Art. 1 à 519. Chancellerie de l’Etat de Genève, Genf 1989–2000, ISBN 2-8257-0366-4.
- La justice, les affaires, la corruption. Conversations avec Agathe Duparc. Fayard, Paris 2009, ISBN 978-2-213-63728-0.

## Dokumentarfilme
- Myriam Gazut, Frédérique Chabloz: Bernard Bertossa. Porträt in der Reihe Temps présent. Radio Télévision Suisse, 2002 (französisch, rts.ch – 53 Minuten).
- Gilles Vuissoz: Bernard Bertossa (Un regard moral sur la justice). Interview mit Charles Sigel am 21. November 2012 in Anières. Association Films Plans-Fixes (französisch, memobase.ch – 52 Minuten).